# Celestyn Mrazek
Celestyn Mrazek (auch Céléstin Mrazek) (* 1941) ist ein ehemaliger tschechoslowakischer Basketballspieler und -trainer.

## Werdegang
Mrazek, der Körpererziehung studierte, nahm 1967 mit der Nationalmannschaft der Tschechoslowakei an der Europameisterschaft teil und gewann die Silbermedaille. Er bestritt 33 Länderspiele. Auf Vereinsebene war er Spieler von Sparta Prag. 1970 blieb er mit seiner Ehefrau Ivana, die ebenfalls Basketball-Nationalspielerin war, während einer Länderspielreise in Frankreich und spielte in dem Land fortan beim Verein Denain Voltaire.
Mrazek wurde 1972 Spielertrainer von Fribourg Olympic in der Schweiz. 1974 und 1975 gewann er mit der Mannschaft die Schweizer Meisterschaft und holte 1976 den Sieg im Pokalwettbewerb. In der Saison 1973/74 traf er mit Fribourg in der ersten Runde des Europapokals der Landesmeister auf Real Madrid und verlor Hin- und Rückspiel mit seiner Mannschaft deutlich. Mrazek erzielte in beiden Begegnungen insgesamt elf Punkte. Bis 1977 war er zunächst für Olympic tätig. Er betreute ebenfalls die Basketballmannschaft der Universität Freiburg als Trainer und gewann mit ihr mehrmals die Schweizer Hochschulmeisterschaft.
Mrazek war bei Fribourg Olympic Assistenztrainer unter Joe Whelton und trat 1992 dessen Nachfolge als Cheftrainer an. 1992/93 teilte er sich Mrazek dieses Amt zunächst mit Kurt Eicher, nach Eichers Abschied im April 1993 führte er die Arbeit allein fort, wurde aber bereits nach zwei Wochen entlassen.
Mrazeks Söhne Harold und Yann spielten ebenfalls Basketball.